# Lijst van Tsjechische ministers van Industrie en Handel
Dit is een lijst van ministers van Industrie en Handel van de Tsjechische Republiek.

## Ministers van Industrie en Handel van Tsjechië (1993–heden)
| Minister van Industrie en Handel | Minister van Industrie en Handel | Minister van Industrie en Handel | Ambtstermijn     | Ambtstermijn     | Partij(en)                  | Premier(s)                   | Kabinet(ten) |
| -------------------------------- | -------------------------------- | -------------------------------- | ---------------- | ---------------- | --------------------------- | ---------------------------- | ------------ |
|                                  | Vladimír Dlouhý                  | Vladimír Dlouhý (1953)           | 1 januari 1993   | 1 juni 1997      | ODA                         | Václav Klaus (1993–1997)     | V. Klaus I   |
| V. Klaus II                      | Vladimír Dlouhý                  | Vladimír Dlouhý (1953)           | 1 januari 1993   | 1 juni 1997      | ODA                         | Václav Klaus (1993–1997)     |              |
|                                  | Karel Kühnl                      | Karel Kühnl (1954)               | 1 juni 1997      | 17 juli 1998     | ODA                         | Václav Klaus (1993–1997)     |              |
| ODA                              | Karel Kühnl                      | Karel Kühnl (1954)               | 1 juni 1997      | 17 juli 1998     | Josef Tošovský (1997–1998)  | Tošovský                     |              |
|                                  | Miroslav Grégr                   | Miroslav Grégr (1929)            | 17 juli 1998     | 12 juli 2002     | ČSSD                        | Miloš Zeman (1998–2002)      | Zeman        |
|                                  | Jiří Rusnok                      | Jiří Rusnok (1960)               | 12 juli 2002     | 20 maart 2003    | ČSSD                        | Vladimír Špidla (2002–2004)  | Špidla       |
|                                  | Milan Urban                      | Milan Urban (1958)               | 20 maart 2003    | 16 augustus 2006 | ČSSD                        | Vladimír Špidla (2002–2004)  | Špidla       |
| ČSSD                             | Milan Urban                      | Milan Urban (1958)               | 20 maart 2003    | 16 augustus 2006 | Stanislav Gross (2004–2005) | Gross                        |              |
| ČSSD                             | Milan Urban                      | Milan Urban (1958)               | 20 maart 2003    | 16 augustus 2006 | Jiří Paroubek (2005–2006)   | Paroubek                     |              |
|                                  | Martin Říman                     | Martin Říman (1961)              | 16 augustus 2006 | 9 april 2009     | ODS                         | Mirek Topolánek (2006–2009)  | Topolánek I  |
| Topolánek II                     | Martin Říman                     | Martin Říman (1961)              | 16 augustus 2006 | 9 april 2009     | ODS                         | Mirek Topolánek (2006–2009)  |              |
|                                  |                                  | Vladimír Tošovský (1961)         | 9 april 2009     | 28 juni 2010     | O                           | Jan Fischer (2009–2010)      | Fischer      |
|                                  | Martin Kocourek                  | Martin Kocourek (1966)           | 28 juni 2010     | 14 november 2011 | ODS                         | Petr Nečas (2010–2013)       | Nečas        |
|                                  | Martin Kuba                      | Martin Kuba (1973)               | 14 november 2011 | 25 juni 2013     | ODS                         | Petr Nečas (2010–2013)       | Nečas        |
|                                  | Jiří Cieńciała                   | Jiří Cieńciała (1950)            | 25 juni 2013     | 17 januari 2014  | O                           | Jiří Rusnok (2013–2014)      | Rusnok       |
|                                  | Jan Mládek                       | Jan Mládek (1960)                | 17 januari 2014  | 28 februari 2017 | ČSSD                        | Bohuslav Sobotka (2014–2017) | Sobotka      |
|                                  | Bohuslav Sobotka                 | Bohuslav Sobotka (1971)          | 28 februari 2017 | 4 april 2017     | ČSSD                        | Bohuslav Sobotka (2014–2017) | Sobotka      |
|                                  | Jiří Havlíček                    | Jiří Havlíček (1976)             | 4 april 2017     | 6 december 2017  | ČSSD                        | Bohuslav Sobotka (2014–2017) | Sobotka      |
|                                  | Tomáš Hüner                      | Tomáš Hüner (1959)               | 6 december 2017  | 28 juni 2018     | O                           | Andrej Babiš (2017–2021)     | Babiš I      |
|                                  | Marta Nováková                   | Marta Nováková (1954)            | 28 juni 2018     | 30 april 2019    | ANO                         | Andrej Babiš (2017–2021)     | Babiš II     |
|                                  | Karel Havlíček                   | Karel Havlíček (1969)            | 30 april 2019    | 28 november 2021 | O                           | Andrej Babiš (2017–2021)     | Babiš II     |
|                                  | Jozef Síkela                     | Jozef Síkela (1967)              | 28 november 2021 | 7 oktober 2024   | O                           | Petr Fiala (2021–heden)      | Fiala        |

Minister-president · Arbeid en Sociale Zaken · Binnenlandse Zaken · Buitenlandse Zaken · Cultuur · Defensie · Financiën · Industrie en Handel · Justitie · Landbouw · Milieu · Onderwijs, Jeugd en Lichamelijke Opvoeding · Regionale Ontwikkeling · Verkeer · Volksgezondheid · zonder portefeuille

Voormalige ministeries: 

Informatica